# Fides, religio moresque Aethiopum
«Fides, religio moresque Aethiopum» (Ефіопська віра, релігія і звичаї) — латинський історико-етнографічний трактат про Ефіопію. Опублікований 1540 року в Левені, Фландрія. Автор — португальський гуманіст Даміан де Гойш. Джерелом написання була інформація від ефіопського посла в Лісабоні. Перший докладний європейський твір присвячений Ефіопії та ефіопському християнству. Розглядає питання про так званого пресвітера Йоана. Містить листи ефіопських посольств до португальського короля Мануела І (1509, 1521) і папи Павла III (1524); лист Мануела до ефіопського царя Йоана ІІІ (1522) тощо. Описує ефіопські релігійні традиції. Окрема глава, недотична до теми книги, присвячена захисту прав саамів у Лапландії. Праця була дуже популярною в Європі, серед католицьких і протестантських інтелектуалів. Перевидавалася 16 разів: у Парижі (1541), Левені (1544), Лейдені (1561), Кельні (1574) тощо. 1541 року португальська інквізиція вилучила твір з обігу в Португалії.

## Назва
- Повна назва: Fides, religio, moresque Aethiopum sub imperio Pretiosi Ioannis (quem vulgo Presbyterum Ioannem vocant) degentium, una cum enarratione confoederationes ac amicitiae inter ipsos Aethiopium Imperatores & Reges Lusitaniae initae. Damiano a Goes equite Lusitano autore ac interprete. Aliquot item epistulae ipsi operi insertae 1540.

## Видання
- Fides, religio, moresque Aethiopum. Louvain, R. Rescius, 1540. (19,5 x 15 см; 52 аркуші)
- Fides, religio, moresque Aethiopum. Parisiis, 1541.

## Переклади
німецькою
- Siegbert Uhlig und Gernot Bühring: Damian de Góis' Schrift über Glaube und Sitten der Äthiopier. Wiesbaden: Harrassowitz, 1994.